# Kanton Colimes
Der Kanton Colimes befindet sich in der Provinz Guayas im zentralen Westen von Ecuador. Er besitzt eine Fläche von etwa 760 km². Im Jahr 2022 lag die Einwohnerzahl bei rund 26.300. Verwaltungssitz des Kantons ist die Kleinstadt Colimes mit 6191 Einwohnern (Stand 2010).

## Lage
Der Kanton Colimes liegt im Tiefland im Norden der Provinz Guayas. Der Hauptort Colimes befindet sich 73 km nordnordwestlich der Provinzhauptstadt Guayaquil am rechten Flussufer des Río Daule, der den Kanton in südlicher Richtung durchfließt. Im Osten wird der Kanton vom Flusslauf des Río Macul begrenzt. Die Fernstraße E48 (Daule–Balzar) durchquert den Osten des Kantons.
Der Kanton Colimes grenzt im Osten an die Provinz Los Ríos mit dem Kanton Vinces, im Süden an die Kantone Palestina, Santa Lucía und Pedro Carbo, im Westen an die Provinz Manabí mit den Kantonen Paján und Olmedo sowie im Norden an den Kanton Balzar.

## Verwaltungsgliederung
Der Kanton Colimes ist in die Parroquia urbana („städtisches Kirchspiel“)
- Colimes

und in die Parroquia rural („ländliches Kirchspiel“)
- San Jacinto

gegliedert.

## Geschichte
Der Kanton Colimes wurde am 29. April 1988 gegründet. Zuvor gehörte das Gebiet zum Kanton Balzar  und ursprünglich zum Kanton Daule.
Entwicklung der Einwohnerzahl im Kanton Colimes bei landesweiten Volkszählungen zum jeweiligen Gebietsstand:
| Jahr                    | Einwohner | +/-    |
| ----------------------- | --------- | ------ |
| 1990                    | 19.232    | –      |
| 2001                    | 21.049    | 9,4 %  |
| 2010                    | 23.423    | 11,3 % |
| 2022                    | 26.251    | 12,1 % |
| Datenherkunft: Wikidata |           |        |